# Cratomyia
Cratomyia — викопний рід двокрилих комах вимерлої родини Zhangsolvidae, що існував у крейдовому періоді (122—95 млн років тому).

## Скам'янілості
Викопні рештки представників роду знайдено у Бразилії (вік 122—112 млн) та бірманському бурштині (вік 99-95 млн років).

## Опис
Мухи жовтого кольору з поперечними чорними смугами, зовні схожі на бджіл. Тіло завдовжки до 24 мм. Крила завдовжки до 13,5 мм і завширшки до 4 мм. У них була велика голова з великими очима і довгим та тонким хоботком завдовжки до 7 мм, що використовувався для збору нектару та пилку. На тілі однієї особини виявлено пилок бенетитів, яким ймовірно комаха живилася.

## Класифікація
Рід описаний у 2000 році Луїзом Аугусто Маццароло та Дальтоном де Суза Аморімом. Спочатку він був поміщений в монотипову родину Cratomyiidae, але в 2015 році був переміщений до родини Zhangsolvidae.

### Види
- Cratomyia cretacica (Wilkommen 2007) — відбиток екзоскелета виявлений у формації Крато (Бразилія). Тіло завдовжки 9 мм, крило — 5,8 мм.
- Cratomyia macrorrhyncha (Mazzarolo and Amorim 2000) — відбиток екзоскелета виявлений у формації Крато (Бразилія). Тіло завдовжки 24 мм, крило — 24 мм завдовжки та 4 мм завширшки.
- Cratomyia mimetica (Grimaldi 2016) — виявлений у бірманському бурштині. Тіло завдовжки 9.8 мм, крила — 4.8 мм.
- Cratomyia zhuoi (Zhang and Wang 2019) — виявлений у бірманському бурштині.